# Wassili Iwanowitsch Kusnezow

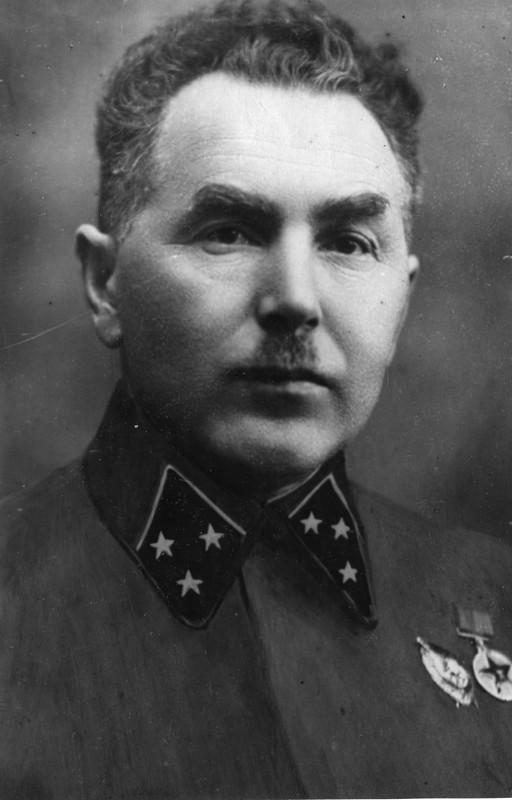
Wassili Iwanowitsch Kusnezow

Wassili Iwanowitsch Kusnezow (russisch Василий Иванович Кузнецов; * 3. Januarjul. / 15. Januar 1894greg. im Dorf Ust-Usolka, Solikamsk im Gouvernement Perm; † 20. Juni 1964 in Moskau) war im Zweiten Weltkrieg ein sowjetischer Generaloberst und mehrfacher Armeeführer der Roten Armee.

## Leben
Aus einer Arbeiterfamilie stammend, arbeitete er 1912–1915 als Buchhalter im Solikamsker Semstwo. Während des Ersten Weltkriegs wurde er im April 1915 in die Kaiserlich Russische Armee eingezogen. Ab März 1916 absolvierte er die Offiziersschule in Kasan und wurde im Juli zum Unterleutnant (Podporutschik) ernannt und kämpfte bis Dezember 1917 an der Südwestfront im Infanterie-Regiment 305. Nach der Oktoberrevolution trat er im August 1918 der Roten Armee bei und diente im Russischen Bürgerkrieg zunächst als Kompaniechef und später als stellvertretender Regimentskommandeur. Von Oktober bis Dezember 1920 kämpfte er an der Südfront mit dem 264. Schützenregiment gegen Weißgardisten unter Wrangel und gegen die Machnowschtschina. Nach dem Krieg absolvierte er 1920 die Höhere Offiziersschule in Oranienbaum. Er absolvierte den Führerkurs „Wystrel“ (1920) an einer Fakultät der Frunse-Militärakademie. Im Oktober 1923 wurde er zum Kommandeur des 89. Schützenregiments ernannt und trat 1928 der Kommunistischen Partei bei. Er studierte 1936 an der Frunse-Militärakademie. Im Oktober 1936 wurde er zum Kommandeur der 99. Schützendivision und im Juli 1937 zum Kommandanten des 16. Schützenkorps ernannt. Am 13. März 1938 wurde er zum Divisionsgeneral und am 9. Februar 1939 zum Komkor (Korpskommandant) befördert.

### Im Großen Vaterländischen Krieg
Mit dem Überfall Deutschlands auf Polen im September 1939 erhielt er den Oberbefehl über die 3. Armee, die sich als Teil der Weißrussischen Front unter Armeegeneral M. P. Kowaljow an der Invasion Polens beteiligte und den Raum um Witebsk und Polozk besetzte. Am 4. Juni 1940 wurde er zum Generalleutnant ernannt.
Am 22. Juni 1941, dem Tag des deutschen Überfalls auf die Sowjetunion, war die 3. Armee als Teil der Westfront in der bjelorussischen SSR stationiert. Kusnezows Truppen wurden im Raum Grodno geschlagen und eingekesselt. Anfang Juli konnte er mit etwa 500 Mann seiner Formation aus dem Kessel von Wolkowysk ausbrechen und die sowjetischen Linien bei Rogatschjow erreichen. Diese Leistung wurde von Stalin im Befehl Nr. 270 belobigt. Ende August erhielt Kusnezow darauf den Oberbefehl der 21. Armee im Raum Gomel. In der Roslawl-Nowosybkower Operation geschlagen, wurde er mit seinen Truppen über Mosyr nach Süden abgedrängt und in der Schlacht um Kiew nochmals von den deutschen Truppen eingekesselt. Er entkam den Ring um Pirjatin und konnte mit Teilen seiner Armee in Richtung Sumy nach Osten ausbrechen. Darauf wurde er im Oktober 1941 als neuer Chef des Charkower Militärdistrikts kurzfristig zum Kommandeur der neu formierten 58. Armee ernannt. Am 23. November erhielt er während der Schlacht um Moskau die Führung der 1. Stoßarmee bei Jachroma, die Anfang Dezember 1941 an der erfolgreichen Gegenoffensive über den Wolga-Moskau-Kanal teilnahm. Seine Einheiten befreiten zusammen mit der 30. Armee unter General Leljuschenko Klin und Solnetschnogorsk.
Im Februar 1942 verlegte seine Armee nach Norden und nahm an der Demjansker Operation teil. Im Juli 1942 wurde General Kusnezow das Kommando über die 63. Armee im Raum Stalingrad übertragen. Diese Formation bewährte sich bei der Gegenoffensive am Donabschnitt und wurde im November 1942 in 1. Gardearmee umbenannt. Für die Leistungen seiner Truppen wurde ihm in dieser Zeit der Suworow-Orden 1. Klasse verliehen. Am 25. März 1943 stieg er zum Generaloberst auf. Infolge nahm seine 1. Gardearmee erfolgreich an den Schlachten am Donez, im Kampf um die Donbass-Region und an der Schlacht am Dnjepr teil. Am 15. Dezember 1943 wurde Kusnezow zum Stellvertreter des Armeegenerals Bagramjan als Kommandeur der 1. Baltischen Front ernannt. In dieser Funktion nahm er an der Operation Bagration 1944, an der Baltischen Operation und der Schlacht um Ostpreußen teil. Ende Februar 1945 wurde dieses Kommando aufgelöst und Kusnezow erhielt am 16. März das Kommando über die 3. Stoßarmee am mittleren Oder-Abschnitt. Die Armee war im Rahmen der 1. Weißrussischen Front unter Marschall Schukow an der Schlacht um die Seelower Höhen beteiligt. Am 30. April stürmten seine Verbände beim Kampf um Berlin den Reichstag. Soldaten der 150. Schützendivision (General Schatilow) hissten auf dem Gebäude die Fahne der Sowjetunion. Am 29. Mai 1945 wurde Kusnezow für seine Leistungen mit dem Titel Held der Sowjetunion (Nr. 6460) ausgezeichnet.

### Nachkriegszeit
Nach dem Krieg verblieb er bis Mai 1948 als Befehlshaber der 3. Stoßarmee in Ostdeutschland. 1948 besuchte er die Woroschilow-Akademie und graduierte dort. Von 1948 bis 1953 fungierte er als Vorsitzender des Zentralkomitees der DOSAAF, 1953 bis 1957 war er Kommandant der Truppen des Militärbezirks Wolga. Er war von 1946 bis 1950 und von 1954 bis 1958 Mitglied des Obersten Sowjets der UdSSR. Bis zu seiner Pensionierung im Jahr 1960 diente er auch im Verteidigungsministerium als militärischer Berater. Kusnezow starb 1964 und wurde auf dem Nowodewitschi-Friedhof in Moskau beerdigt.

## Auszeichnungen
Beförderungen
- 17. Februar 1936: KomBrig
- 13. März 1938: KomDiw
- 9. Februar 1939: KomKor
- 4. Juni 1940: Generalleutnant
- 25. Mai 1943: Generaloberst

- Held der Sowjetunion (29. Mai 1945)
- 2 × Leninorden (21. Februar 1945, 29. Mai 1945)
- 5 × Rotbannerorden (1928, 1941, 1942, 1944, 1949)
- Suworow-Orden I. Klasse (28. Januar 1943)
- Suworow-Orden II. Klasse (26. Oktober 1943)